# Tôm thương phẩm

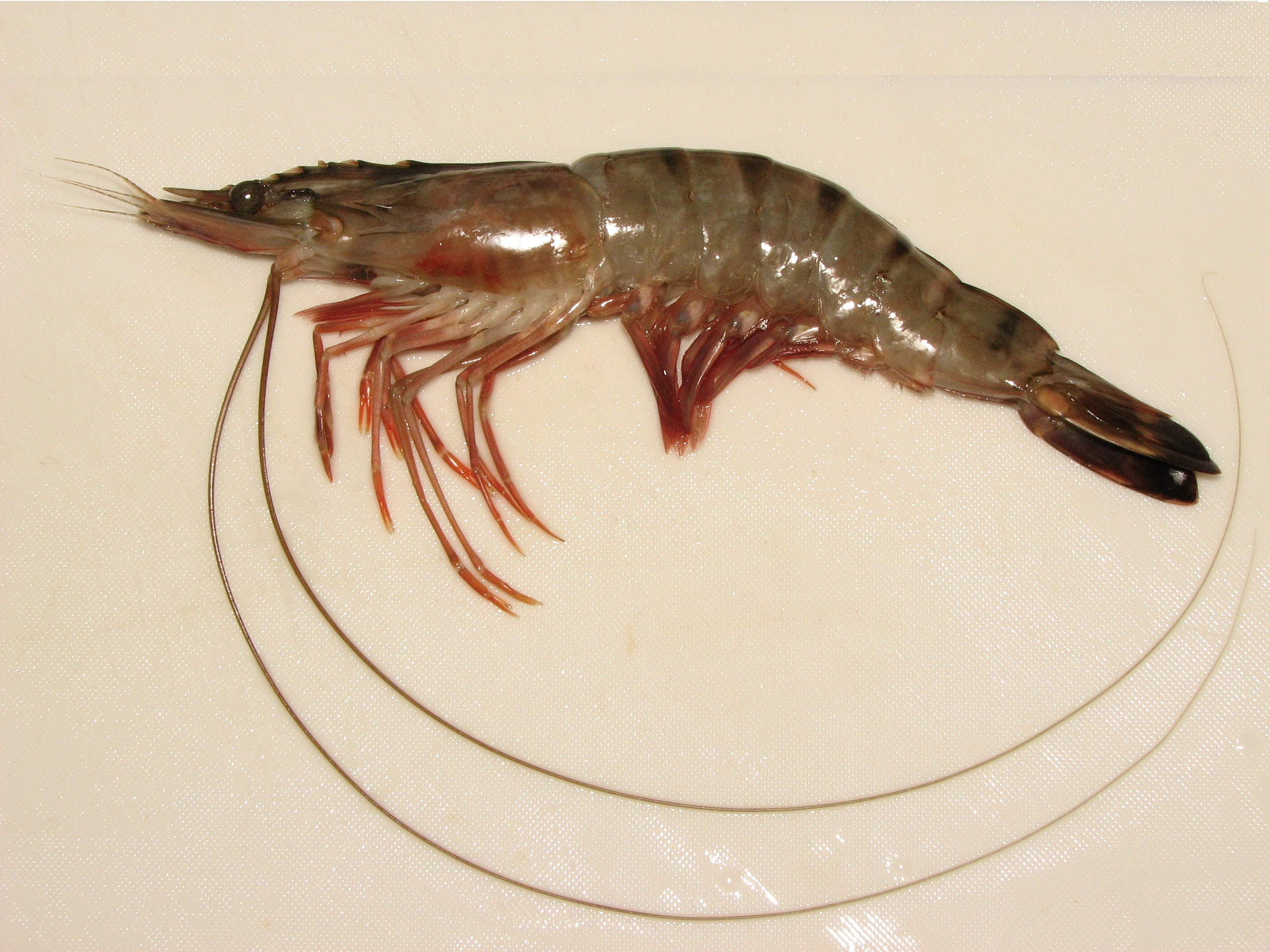
Một con tôm sú, loại tôm có giá trị thương mại và được coi là tôm thương phẩm

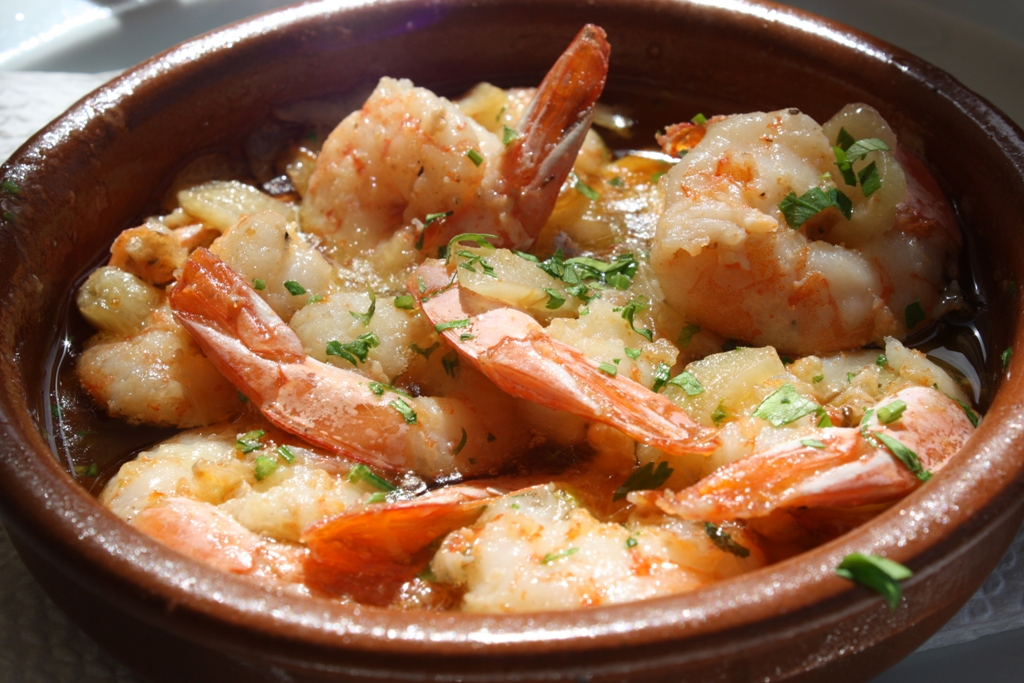

Tôm thương phẩm hay tôm cỡ lớn là một tên gọi phổ biến, sử dụng đặc biệt là ở các quốc gia Vương quốc Anh, Ireland và Khối thịnh vượng chung để chỉ về các loài tôm có ý nghĩa thương mại trong các ngành công nghiệp thủy sản. Những loại tôm thông dụng này thường thuộc về thuộc phân bộ Dendrobranchiata.
Tại Bắc Mỹ, thuật ngữ này ít được sử dụng thường xuyên, thông thường áp dụng chỉ về các loại tôm nước ngọt. Trong Vương quốc Anh tôm thương phẩm là phổ biến hơn trên thực đơn hơn so với tôm thông thường, trong khi trái ngược đó là Hoa Kỳ. Tôm thương phẩm cũng mô tả một cách lỏng lẻo bất kỳ những con tôm cỡ lớn, đặc biệt là tôm 15 con (hoặc ít hơn)/pound.
Trong tiếng Anh thuật ngữ tôm thương phẩm còn được gọi là Prawn và phân biệt với shrimp, việc phân biệt này đôi khi có ý nghĩa khá quan trọng nhất là trong hợp đồng làm ăn với các đối tác nước ngoài, đặc biệt là đối tượng của hợp đồng do đó nên dùng đúng thuật ngữ prawn hay tôm thương phẩm (tức là những loại tôm có giá trị thương mại) thay vì thuật ngữ shrimp với nghĩa rộng nhất chỉ về bất cứ loài tôm nào, bao gồm những loại tôm không có giá trị hay không ăn được.